# Igor Rostislavovič Šafarevič
Igor Rostislavovič Šafarevič (rusky Игорь Ростиславович Шафаревич; 3. června 1923, Žytomyr, Ukrajina - 19. února 2017, Moskva) byl ruský matematik pracující zejména v oborech teorie čísel, algebry a algebraické geometrie. Kromě odborné práce v matematice se angažoval i v politických tématech, byl kritikem socialismu a disidentem v Sovětském svazu.

## Život
Vystudoval Lomonosovovu univerzitu, kde byl jeho hlavním školitelem Boris Nikolajevič Delone a učili jej mimo jiné Ivan Matvejevič Vinogradov a Lev Semjonovič Pontrjagin, který jej přiměl věnovat se algebraické geometrii. Po promoci v roce 1946 nastoupil do Steklovova matematického ústavu.
V letech 1970–1973 byl předsedou Moskevské matematické společnosti.

## Dílo
Mezi známé Šafarevičovy výsledky patří Golodova-Šafarevičova věta z homologické algebry, Šafarevičova-Weilova věta z oboru algebraické teorie čísel nebo Šafarevičova věta o řešitelných Galoisových grupách. Je po něm rovněž spolupojmenována Tateova-Šafarevičova grupa.